# 勒潘 (伊泽尔省)
勒潘（法語：Le Pin，法語發音：[lə pɛ̃] ⓘ）是法国伊泽尔省的一个旧市镇，属于拉图尔迪潘区。该旧市镇总面积9.6平方公里，2009年时的人口为1234人。

## 人口
勒潘人口变化图示